# آيت الطالب (آيت حكيم)
آيت الطالب هو دُوَّار يقع بجماعة آيت حكيم آيت يزيد، إقليم الحوز، جهة مراكش آسفي في المملكة المغربية. ينتمي الدوّار لمشيخة آيت حكيم التي تضم 4 دواوير. يقدر عدد سكانه بـ 697 نسمة حسب الإحصاء الرسمي للسكان والسكنى لسنة 2004.

## وصلات خارجية
- البوابة الوطنية للجماعات الترابية
- المندوبية السامية للتخطيط